# 夢の碑
『夢の碑』（ゆめのいしぶみ）は、木原敏江による日本の漫画作品。『プチフラワー』（小学館）にて、1984年5月号から1997年5月号まで掲載。12年にわたり連載された幻想ロマンのスタイルをとった本格時代（日本および西洋）ものの大作で、『風恋記』は第30回小学館漫画賞を受賞している。

## 収録作品
- 『桜の森の桜の闇』 - 「夢の碑」第1話。
- 『とりかえばや異聞』 その1 - 5 - 古典文学『とりかへばや物語』の翻案作品。宝塚歌劇により「紫子 ‐とりかえばや異聞‐」[1]として舞台化。
- 『青頭巾』 前編・後編 - 古典文学『雨月物語』の「青頭巾」の翻案作品。
- 『封印雅歌』
- 『ベルンシュタイン』
  - 「煌のロンド」[2]
- 『水面の月の皇子』
- 『読み人知らず』
- 『風恋記』 その1 - 23（最終話）
- 『鵺』 その1 - 17（最終話）
  - 「夢占舟」[3]
- 『影に愛された男』　前編・後編
  - 「昼の月 夜の谺」[4]
- 『雪紅皇子』 その1 - 5 （最終話）
- 『水琴窟』 - 雪紅皇子のインサイドストーリー。
- 『上ゲ哥』 前編・後編  - 同じく雪紅皇子のインサイドストーリー。
  - 「君を待つ九十九夜」[5]
- 『渕となりぬ』 その1 - 18（最終話）  - 「夢の碑」シリーズ最終の作品。
  - 「月光城」[6]
  - 「幻想遊戯  Light Version[7]